# 真田南海夫
真田 南海夫（さなだ なみお、1906年（明治39年）6月28日 - 1999年（平成11年）2月15日）は、日本の経営者。扇興運輸（現：センコー）元社長。兵庫県西宮市在籍。

## 経歴
香川県高松市近くで生まれる。1913年（大正2年）兵庫県尼崎市に転居。1919年（大正8年）5月、同郷の富田正次（高松市出身）が創業した海運業者の富田商会（現：センコー）に入社。その傍ら1924年（大正12年）中之島商工学校を卒業。1946年（昭和21年）7月扇興運輸設立と共に常務に就任。1952年（昭和27年）7月専務を経て、1955年（昭和30年）2月社長に就任。1966年（昭和41年）11月（代表）会長に就任し、1972年（昭和47年）11月から相談役を務めた。
1999年（平成11年）2月15日、前立腺癌のため兵庫県尼崎市の立花病院で死去。92歳没。

## 人物
趣味はゴルフ、釣り、碁。

## 家族
- 妻・ノブ[2]
- 孫・元清[6]
- 曽孫・将太朗[7]